# イオンクラフト
イオンクラフト（英: Ion Craft）またはイオノクラフトは、ビーフェルド-ブラウン効果によってイオン風を作り出して、浮上して空中を飛行する装置のことである。リフターとも呼ばれる。
イオンクラフトは、正負が非対称の形状の電極を備えたコンデンサで構成されている。片側の電極は針のように尖らせ、もう一方はアルミ箔のような広い面積を持たせた形状にすることが多い。このコンデンサに高電圧をかけると、大気分子に誘電分極が発生する。誘電体となった大気に、非対称の形状の電極が発生させる正と負の電場から、各々異なる大きさの電気的な力が働き、結果的に大気（イオン風）が発生するとの説明がなされており、その風による浮力で、浮遊・飛行することができると言われている。煙を使ってその大気の流れそのものをリアルタイムで観測した映像も存在する。
日本には日本万国博覧会の時に、物を浮かせる不思議な装置として紹介された。羽根車など視覚的に分かりやすい動力装置なしに物体を浮き上がらせる様子から、SFに登場する未確認飛行物体 (UFO)などを関連づけた特異な技術のように見せかけられることもあるが、技術的には20世紀前半の科学によるものである。
学校の理科学習程度の機材で再現することもできるが、コンデンサに蓄電用の高電圧をかけるため、感電による死亡事故などが起こらないように、十分注意する必要がある。
現象の発見から長らく実用機への応用には至らず、軽いバルサ材とアルミ箔を組み合わせた模型を浮遊させる程度の実験にとどまっていたが、2020年代からは小型無人航空機の推進器として研究が行われている。